# Иович, Фёдор Валерьянович
Иович Фёдор Валерьянович (1891, неизвестно — 1959, неизвестно) — российский революционер и советский партийный и хозяйственный деятель. Участник Гражданской войны и борьбы за власть Советов на Криворожье.

## Биография
Родился в 1891 году.
Член РСДРП(б) с июня 1917 года. С 1917 года — председатель Джанкойского комитета РСДРП(б) и Совета рабочих и солдатских депутатов (Крым).
Участник гражданской войны с 1918 года. Отличился в боях с австро-германскими оккупантами в Харькове.
В 1919 году отправлен на Криворожье для организации партизанской борьбы против деникинцев, формировал отряды, устраивал диверсии. С 1920 года в составе действующей армии.
После гражданской войны — на партийной, советской и хозяйственной работе.
Умер в 1959 году.

## Награды
- Орден Красного Знамени[1];
- Орден Красной Звезды[1];
- Почётный знак «Участник революционного движения 1918—1921»[1].